# Pygmodeon m-littera
Pygmodeon m-littera är en skalbaggsart som först beskrevs av Martins 1962.  Pygmodeon m-littera ingår i släktet Pygmodeon och familjen långhorningar. Inga underarter finns listade i Catalogue of Life.